# Araneus miami
Araneus miami là một loài nhện trong họ Araneidae.
Loài này thuộc chi Araneus. Araneus miami được Herbert Walter Levi miêu tả năm 1973.